# Petelia subaurata
Petelia subaurata är en fjärilsart som beskrevs av Louis Beethoven Prout 1928. Petelia subaurata ingår i släktet Petelia och familjen mätare. Inga underarter finns listade i Catalogue of Life.